# Episodi di Alice (quarta stagione)
La quarta stagione della serie televisiva Alice è stata trasmessa negli Stati Uniti dal 23 settembre 1979 al 6 aprile 1980, posizionandosi al 4º posto nei rating Nielsen di fine anno con il 25,3% di penetrazione e con una media superiore ai 19 milioni di spettatori.
| nº | Titolo originale                    | Titolo italiano | Prima TV USA      | Prima TV Italia |
| -- | ----------------------------------- | --------------- | ----------------- | --------------- |
| 1  | Has Anyone Here Seen Telly?         |                 | 23 settembre 1979 |                 |
| 2  | Mona Lisa Alice                     |                 | 30 settembre 1979 |                 |
| 3  | Mel Loves Marie                     |                 | 7 ottobre 1979    |                 |
| 4  | Vera Robs the Cradle                |                 | 21 ottobre 1979   |                 |
| 5  | Flo's Chili Reception               |                 | 28 ottobre 1979   |                 |
| 6  | Little Alice Bluenose               |                 | 4 novembre 1979   |                 |
| 7  | Carrie Sharples Strikes Again       |                 | 11 novembre 1979  |                 |
| 8  | Mel's in the Kitchen with Dinah     |                 | 18 novembre 1979  |                 |
| 9  | Cabin Fever                         |                 | 2 dicembre 1979   |                 |
| 10 | My Cousin, Art Carney               |                 | 9 dicembre 1979   |                 |
| 11 | Mel, the Magi                       |                 | 23 dicembre 1979  |                 |
| 12 | Good Buddy Flo                      |                 | 6 gennaio 1980    |                 |
| 13 | Alice in TV Land                    |                 | 13 gennaio 1980   |                 |
| 14 | Alice Beats the Clock               |                 | 27 gennaio 1980   |                 |
| 15 | Carrie's Wedding                    |                 | 3 febbraio 1980   |                 |
| 16 | My Funny Valentine Tux              |                 | 10 febbraio 1980  |                 |
| 17 | Auld Acquaintances Should Be Forgot |                 | 17 febbraio 1980  |                 |
| 18 | Flo's Farewell                      |                 | 24 febbraio 1980  |                 |
| 19 | For Whom the Belle Toils            |                 | 2 marzo 1980      |                 |
| 20 | One Too Many Girls                  |                 | 9 marzo 1980      |                 |
| 21 | Vera, the Vamp                      |                 | 16 marzo 1980     |                 |
| 22 | Profit Without Honor                |                 | 23 marzo 1980     |                 |
| 23 | Cook's Tour                         |                 | 30 marzo 1980     |                 |
| 24 | Here Comes Alice Cottontail         |                 | 6 aprile 1980     |                 |